# جون موسلي تيرنر
جون موسلي تيرنر (بالإنجليزية: John Mosely Turner)‏ (15 يونيو 1856 - 21 مارس 1968)، معمر بريطاني وأكبر شخص على قيد الحياة معترف به لأكثر من عامين. كان تيرنر الشخص ال11 يأخذ لقب أكبر شخص على قيد الحياة منذ بدايته.